# ایلیری‌ها
ایلیری‌ها قومی هندواروپایی بودند که در گذشته در باختر بالکان در اروپای شرقی زندگی می‌کردند. مردم این قوم به زبان‌های ایلیری صحبت می‌کردند.

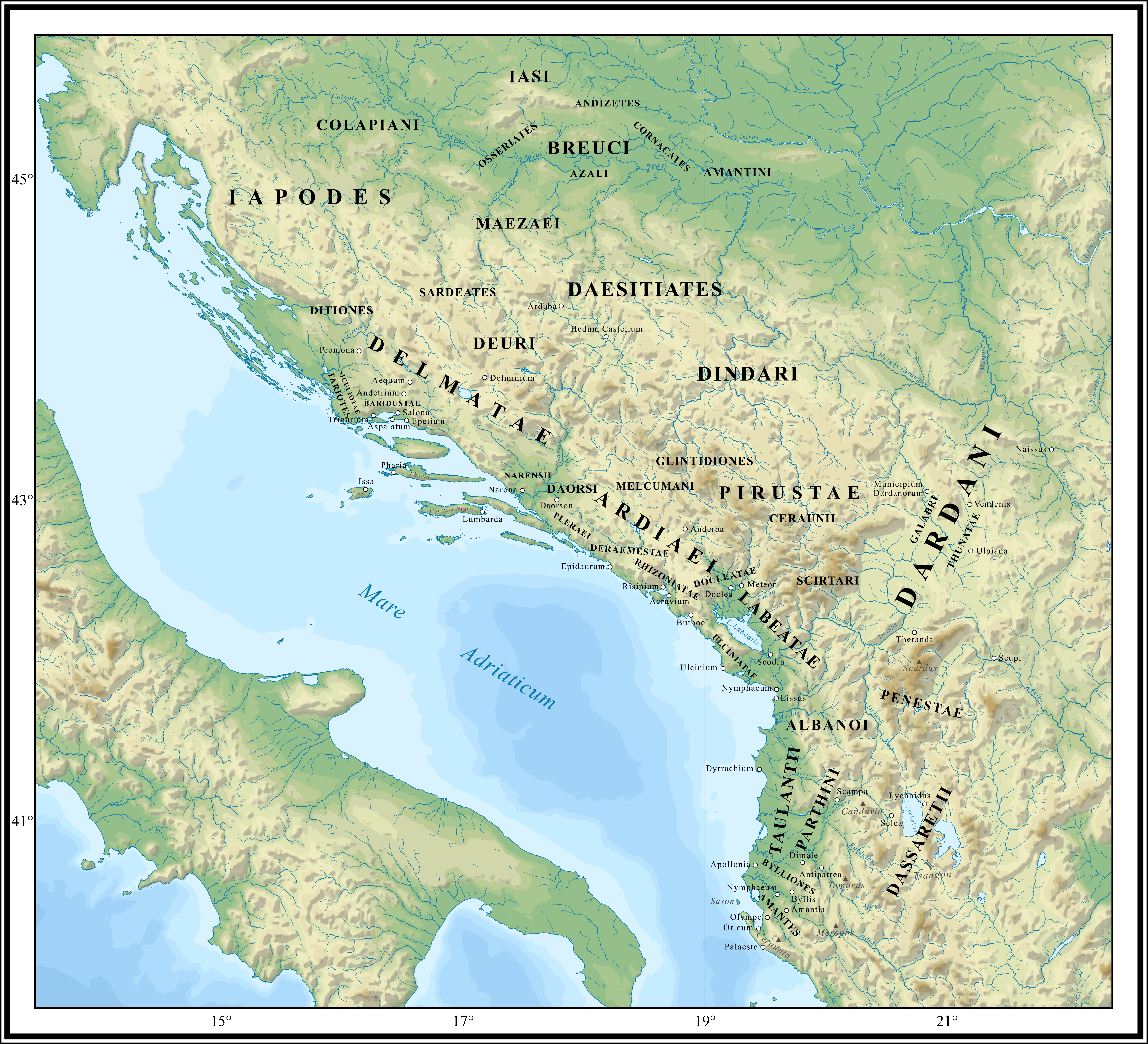
قبایل ایلیری در سده‌های ۱-۲ پس از میلاد.

آلبانیایی‌های امروزی از نوادگان ایلیری‌ها هستند و زبان آلبانیایی نیز از ریشه ایلیری است.

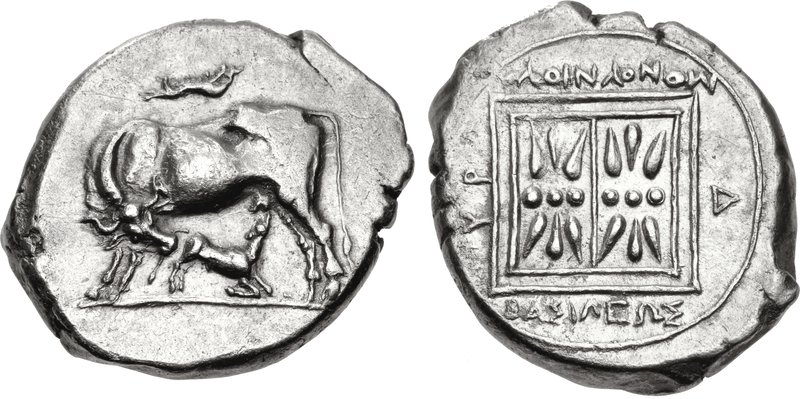
سکه نخستین پادشاهی شناخته شده ایلیری در بالکان، بر روی سکه نقش درفش کاویانی و گاو برمایه دیده میشود. (290-270 پیش از میلاد)

## افراد سرشناس

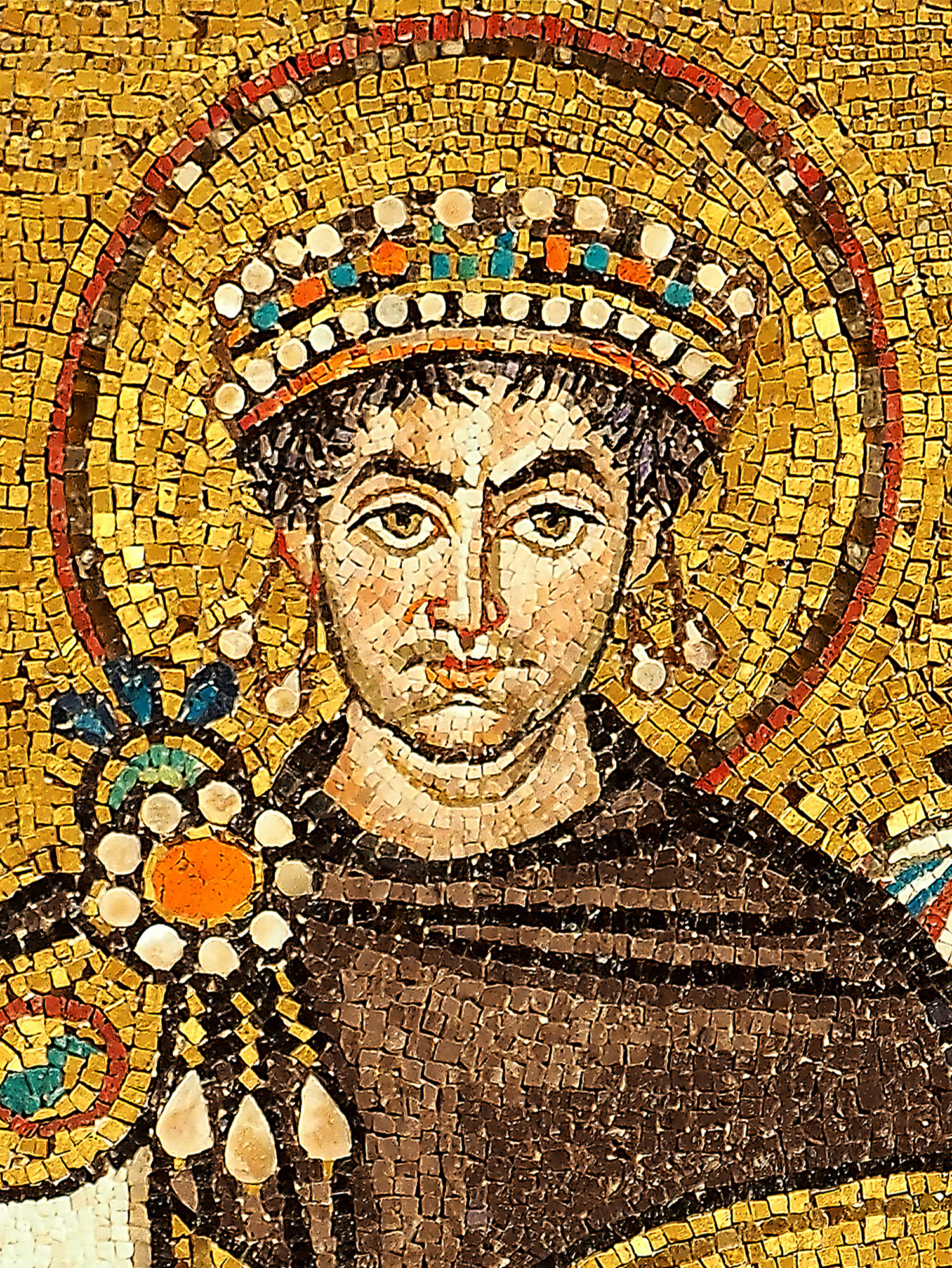
ژوستینین یکم، امپراتور روم شرقی(بیزانس)

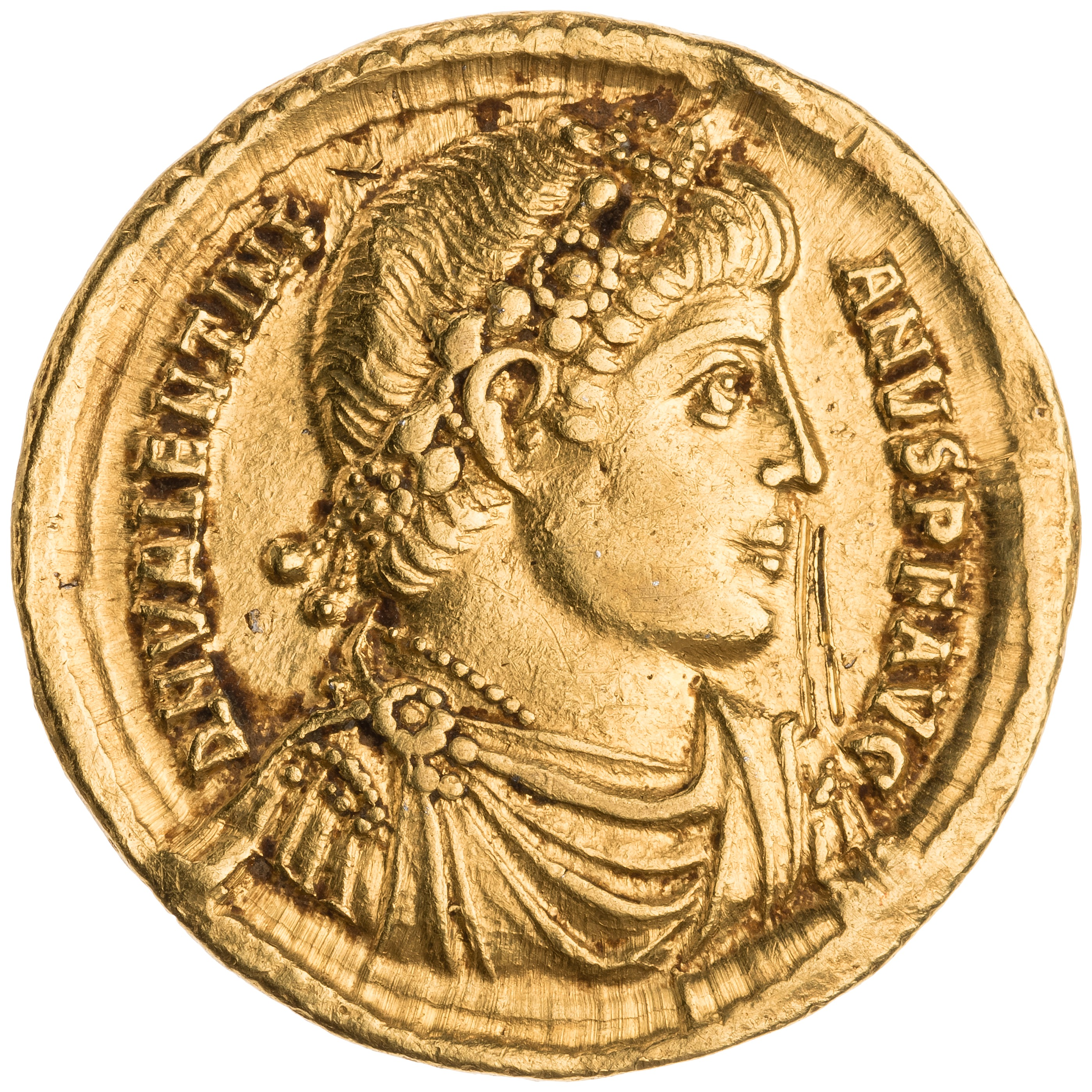
والنتینیان یکم، امپراتور روم

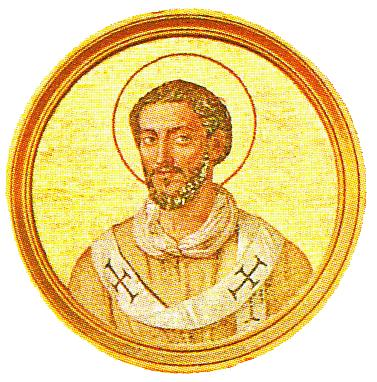
پاپ کایوس

### سایر افراد سرشناس
- بردیلیس (پادشاه ایلیریایی)
- یوریدیس یکم (ملکه مقدونیه و مادر فیلیپ دوم مقدونی)
- آئوداتا (اولین همسرِ فیلیپ دوم مقدونی)
- والنتینیان یکم (امپراتور روم)
- والنتینیان دوم (امپراتور روم)
- والنس (امپراتور روم)
- گراتیان (امپراتور روم)
- کنستانتین بزرگ (امپراتور روم)
- کنستانس یکم (امپراتور روم)
- کنستانتیوس دوم(امپراتور روم)
- کنستانتین دوم (امپراتور روم)
- کنستانتیوس کلوروس (امپراتور روم)
- کوئینتیلوس (امپراتور روم)
- تاسیتوس (امپراتور روم)
- اورلیان (امپراتور روم)
- آناستاسیوس یکم (امپراتور بیزانس(روم شرقی))
- مارسیانوس (امپراتور بیزانس (روم شرقی))
- ژوویان (امپراتور روم)
- ژان چهارم (پاپ)
- جروم (کشیش)
- پطرس پاتریسی (مورخ)

## ملی گرایی

### آلبانیایی‌ها
تداوم احتمالی بین جمعیت‌های ایلیری بالکان غربی در دوران باستان و آلبانیایی‌ها نقش مهمی در ملی‌گرایی آلبانیایی از قرن نوزدهم تا به امروز داشته است.

### اسلاوهای جنوبی
در آغاز قرن نوزدهم، بسیاری از اروپاییان  اسلاوهای جنوبی را از نوادگان ایلیری‌های باستان می‌دانستند. زمانی که ناپلئون بخشی از سرزمین‌های اسلاوی جنوبی را فتح کرد، این مناطق به نام استان‌های باستانی ایلیری (۱۸۰۹–۱۸۱۴) نامگذاری شدند.پس از انقراض اولین امپراتوری فرانسه در سال ۱۸۱۵، پادشاهی هابسبورگ به طور فزاینده‌ای متمرکز و اقتدارگرا شد و ترس از مجارسازی، مقاومت میهن پرستانه را در میان کروات‌ها برانگیخت. تحت تأثیر ناسیونالیسم رمانتیک، یک «جنبش ایلیری» خودشناس، در قالب یک احیای ملی کرواسی، یک کمپین ادبی و روزنامه‌نگاری را آغاز کرد که توسط گروهی از روشنفکران جوان کرواسی در طول سال‌های ۱۸۳۵-۱۸۴۹ آغاز شد.